# San Andrés del Rey
San Andrés del Rey ist ein Ort und eine Gemeinde (municipio) mit 37 Einwohnern (Stand: 2024) im südlichen Zentrum der Provinz Guadalajara in der Autonomen Gemeinschaft Kastilien-La Mancha.

## Lage und Klima
San Andrés del Rey liegt in einer Höhe von ca. 1020 m in der Kulturlandschaft der Alcarria. Die Entfernung zur westlich gelegenen Provinzhauptstadt Guadalajara beträgt etwa 32 Kilometer (Fahrtstrecke). 
Das Klima ist gemäßigt bis warm; Regen (569 mm/Jahr) fällt übers Jahr verteilt.

## Bevölkerungsentwicklung
| Jahr      | 1970 | 1981 | 1991 | 2001 | 2011 | 2021 |
| Einwohner | 119  | 60   | 48   | 50   | 38   | 39   |

## Sehenswürdigkeiten
- Peterskirche
- Marienkapelle